# (2214) Carol
(2214) Carol es un asteroide perteneciente al cinturón de asteroides, descubierto el 7 de abril de 1953 por Karl Wilhelm Reinmuth desde el Observatorio de Heidelberg-Königstuhl, Alemania.

## Designación y nombre
Designado provisionalmente como 1953 GF. Fue nombrado Carol en honor a Carol D. Valenti, del Centro de Planetas Menores.